# Difluorek kryptonu
Difluorek kryptonu (nazwa Stocka: fluorek kryptonu(II)), KrF
2 – nieorganiczny związek chemiczny, połączenie kryptonu na +2 stopniu utlenienia z fluorem. Był pierwszym odkrytym związkiem kryptonu.

## Budowa
Cząsteczka difluorku kryptonu jest liniowa, podobnie jak XeF
2. Długość wiązania krypton–fluor wynosi 189 pm. Występuje w dwóch postaciach krystalograficznych: niskotemperaturowa odmiana α i wysokotemperaturowa odmiana β. Przejście fazowe następuje poniżej −80 °C. Odmiana α krystalizuje w układzie tetragonalnym przestrzennie centrowanym (I4/mmm), izomorficznym z XeF
2, a odmiana β w układzie jednoskośnym (P21/c).

## Właściwości
Difluorek kryptonu jest bezbarwnym ciałem stałym, występującym jako łatwo sublimujące kryształy. Sublimuje w temperaturze −30 °C. W temperaturze 0 °C następuje jego rozkład do fluoru i kryptonu. Ma bardzo silne właściwości fluorujące. Reaguje z mocnymi kwasami Lewisa, dając kationy KrF+
 i Kr
2F+
3.

## Otrzymywanie

### Wyładowania elektryczne
Jedyną metodą używaną w produkcji fluorku kryptonu na większą skalę jest użycie wyładowań elektrycznych. Polega ona na poddaniu ciśnieniu 5300–8000 hPa próbek z gazowym fluorem oraz kryptonem w stosunku wagowym 1:1. Następnie mieszaninę poddaje się działaniu wyładowań elektrycznych. Stosując tę metodę można uzyskać 0,25 g związku na godzinę. Problemem jest niewielka wydajność zachodzącej reakcji.

### Bombardowanie protonami
Mieszaninę kryptonu i fluoru można bombardować strumieniem protonów o energii kinetycznej 10 MeV w temperaturze około −140 °C. W tej metodzie uzyskuje się nawet do 1 g KrF
2/h. Pozwala więc ona na produkcję stosunkowo dużych ilości tej substancji, jednak wymaga użycia akceleratorów protonów.

### Reakcja fotochemiczna
Otrzymanie dufluorku kryptonu jest możliwe również w reakcji fotochemicznej. Używa się w tym przypadku ultrafioletu wo zakresie 303–313 nm. Promienie o innej długości fali zmniejszają wydajność reakcji, jednak możliwe jest zabezpieczenie próbki przed nimi poprzez użycie szkła kwarcowego, Pyrexu bądź Vycoru.
Reakcja przebiega najlepiej, gdy krypton jest w stanie stałym, a fluor w ciekłym (w temperaturze około −196 °C). W idealnych warunkach możliwe jest wytworzenie do 1,22 g KrF
2/h. W metodzie tej występują jednak trudności związane ze skropleniem fluoru.

### Działanie gorącym kablem
Metoda z użyciem rozgrzanego kabla polega na umieszczeniu zestalonego kryptonu w niewielkiej odległości (około 1 cm) od kabla elektrycznego. Gazowy fluor jest wówczas przepuszczany wzdłuż kabla, a przez kabel przepuszczany jest prąd elektryczny o wysokim natężeniu, dzięki czemu temperatura wokół niego sięga 680 °C. W takiej temperaturze cząsteczki fluoru ulegają termolizie na atomy, które reagują z kryptonem. Możliwe jest osiągnięcie wydajności 6 g KrF
2/h.